# Mercado de ideas
El mercado de ideas es una justificación de la libertad de expresión basada en una analogía del concepto económico de un mercado libre. El mercado de ideas sostiene que la verdad surgirá de la competencia de ideas en un discurso público libre y transparente y concluye que las ideas e ideologías serán seleccionadas según su superioridad o inferioridad y su amplia aceptación entre la población. El concepto se aplica a menudo a las discusiones de la  ley de patentes así como la libertad de prensa y las responsabilidades de los medios en una democracia liberal.

## Historia
Se puede encontrar apoyo para ideas en competencia y un debate sólido en la filosofía de John Milton en su trabajo Areopagítica en 1644 y también John Stuart Mill en su libro  Sobre la libertad en 1859. La idea general de que se debe tolerar la libertad de expresión porque conducirá a la verdad tiene una larga historia. El poeta inglés John Milton sugirió que no era necesario restringir el discurso porque "en un encuentro libre y abierto" prevalecería la verdad. El Presidente Thomas Jefferson argumentó que es seguro tolerar el "error de opinión [...] donde la razón se deja libre para combatirlo". Fredrick Siebert se hizo eco de la idea de que la libertad de expresión es propia. - corrigiendo en Cuatro teorías de la prensa: "Que todos los que tengan algo que decir sean libres de expresarse. Lo verdadero y lo sensato sobrevivirá. Lo falso y lo erróneo será vencido. El gobierno debe mantenerse fuera de la batalla y no sopesar las probabilidades a favor de un lado o del otro". Estos escritores no se basaron en la analogía económica con un mercado.
El historiador económico Joel Mokyr argumenta en su libro de 2017 A Culture of Growth: The Origins of the Modern Economy que la fragmentación política en Europa (la presencia de una gran cantidad de estados europeos) hizo posible que las ideas heterodoxas para prosperar, ya que los empresarios, innovadores, ideólogos y herejes podrían huir fácilmente a un estado vecino en caso de que el estado intentara suprimir sus ideas y actividades. Esto es lo que distingue a Europa de los grandes imperios unitarios tecnológicamente avanzados como China e India. China tenía una imprenta y tipos móviles, y la India tenía niveles de logros científicos y tecnológicos similares a los de Europa en 1700, pero la Revolución Industrial ocurriría en Europa, no en China o India. En Europa, la fragmentación política se combinó con un "mercado integrado de ideas" donde los intelectuales de Europa usaban la lingua franca del latín, tenían una base intelectual compartida en la herencia clásica de Europa y la institución paneuropea de la República de las letras.
Sin embargo, la metáfora más precisa de un mercado de ideas proviene de la jurisprudencia de la Corte Suprema de los Estados Unidos. La primera referencia al "libre comercio de ideas" dentro de "la competencia del mercado" aparece en 1919 en la disidencia del juez de la Corte Suprema de los Estados Unidos Oliver Wendell Holmes Jr. en Abrams v. Estados Unidos. La frase real "mercado de ideas" aparece por primera vez en una opinión concurrente del juez William O. Douglas en la decisión de la Corte Suprema United States v. Rumely: "Al igual que los editores de periódicos, revistas o libros, este editor puja por las mentes de los hombres en el mercado de las ideas". La decisión de la Corte Suprema de 1969 en Brandenburg v. Ohio consagró el mercado de ideas como la política pública dominante en la Ley estadounidense de libertad de expresión (es decir, contra que las excepciones limitadas a la libertad de expresión deben justificarse mediante políticas públicas compensatorias específicas). Si bien los casos anteriores se referían a personas físicas,[cita requerida] la decisión de 1976 Virginia State Pharmacy Board v. Virginia Citizens Consumer Council lo amplió a las corporaciones al crear un derecho de discurso comercial corporativo restringido, anulando una regulación gubernamental de publicidad en el proceso. No ha sido seriamente cuestionada ya que en la jurisprudencia de los Estados Unidos,[cita requerida] pero el legado de esas decisiones ha llevado a decisiones posteriores como Citizens United v. FEC (fallando a favor de Citizens United), que restringieron la capacidad del gobierno para regular el discurso corporativo y campañas publicitarias, comerciales y políticas mucho más expansivas que las que los estadounidenses habían experimentado anteriormente.
Si creencias tales como religión se consideran como ideas, el concepto de mercado de ideas favorece un mercado de religiones en lugar de forzar una religión estatal o prohibir creencias incompatibles. En este sentido, proporciona una justificación para la libertad de religión.

## Confiabilidad
En los últimos años han surgido interrogantes sobre la existencia de mercados de ideas. Varios académicos han notado diferencias entre la forma en que se producen y consumen las ideas y la forma en que se producen y consumen los bienes más tradicionales. También se ha argumentado que la idea del mercado de ideas aplicada a la religión "asume incorrectamente un campo de juego nivelado" entre las religiones. Además, la idea de un mercado de ideas se ha aplicado al estudio de la investigación científica como institución social. Algunos académicos también han cuestionado si los defensores de la libertad de expresión se han basado en la idea del "mercado de ideas", ofreciendo otras razones de la importancia de la libertad de expresión.